# Kabupaten de Sumenep
Le kabupaten de Sumenep, en indonésien Kabupaten Sumenep, est un kabupaten d'Indonésie situé dans l'île de Madura, dans la province de Java oriental.

## Géographie
Le kabupaten est limité :
- Au nord, par la mer de Java ;
- À l'est, par le détroit de ;
- Au sud, par le détroit de Madura ;
- À l'ouest, par le kabupaten de Pamekasan.

Outre la partie située sur Madura, il comprend 126 petites îles.

## Histoire
Sumenep était le siège de la cour princière de Madura.

## Culture et tourisme
Le palais de Sumenep se trouve dans le centre de la ville. Il fut construit en 1762 par le prince Sumolo. Dans la partie orientale du palais se trouve le Taman Sari ("jardin des fleurs"), réservé au bain des princesses.
La mosquée du palais, appelée Masjid Jamik, est décorée de motifs musulmans et chinois.
Non loin du palais se trouve le cimetière royal d'Asta Tinggi.
Les îles Kangean font partie du kabupaten.

## Transport
Le port de Kalianget est le point d'embarquement pour les différentes îles du kabupaten, notamment Poteran (7° 05′ 18″ S, 114° 00′ 03″ E), Kangean, Sapeken et Masalembu.
Sumenep possède le seul aéroport de l'île de Madura, l'aéroport Trunojoyo (en).

## Galerie

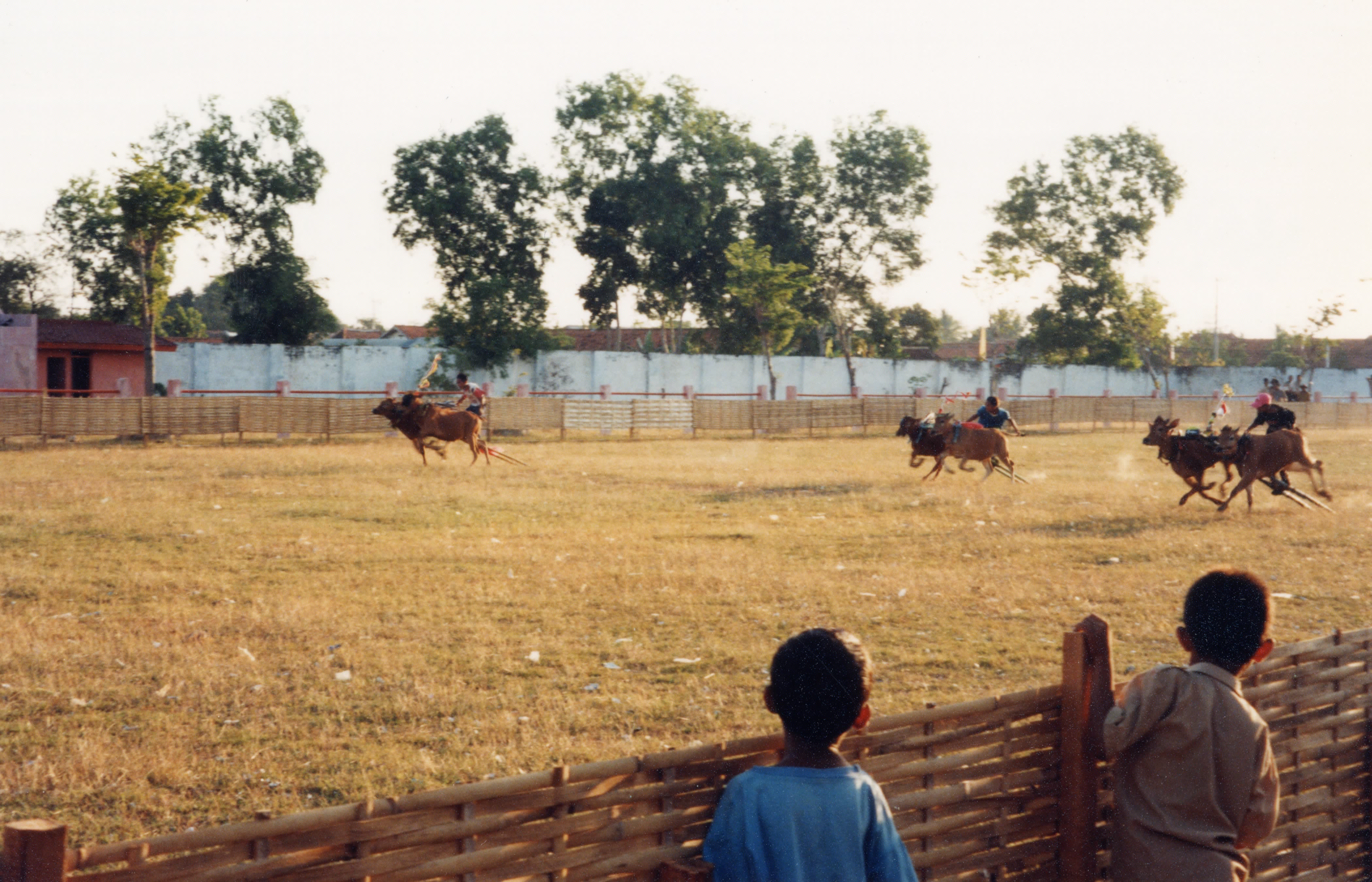
Le karapan sapi, course de taureaux traditionnelle de Madura, à Sumenep
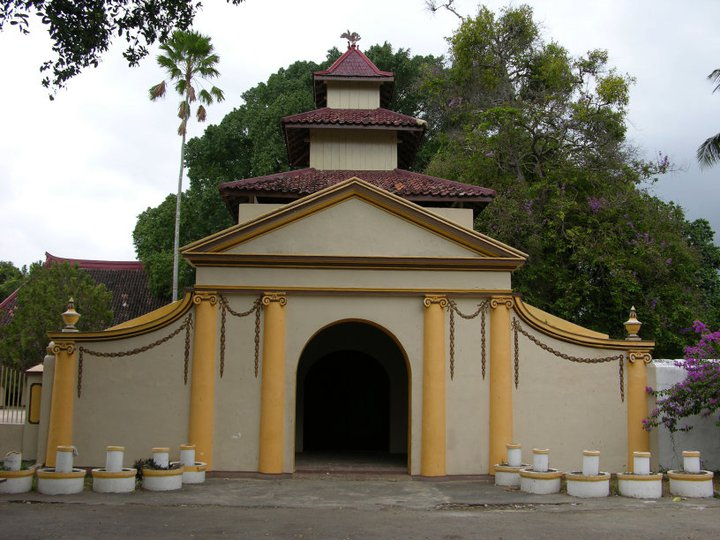
Labhang Mesem, "la porte qui sourit" du palais de Sumenep
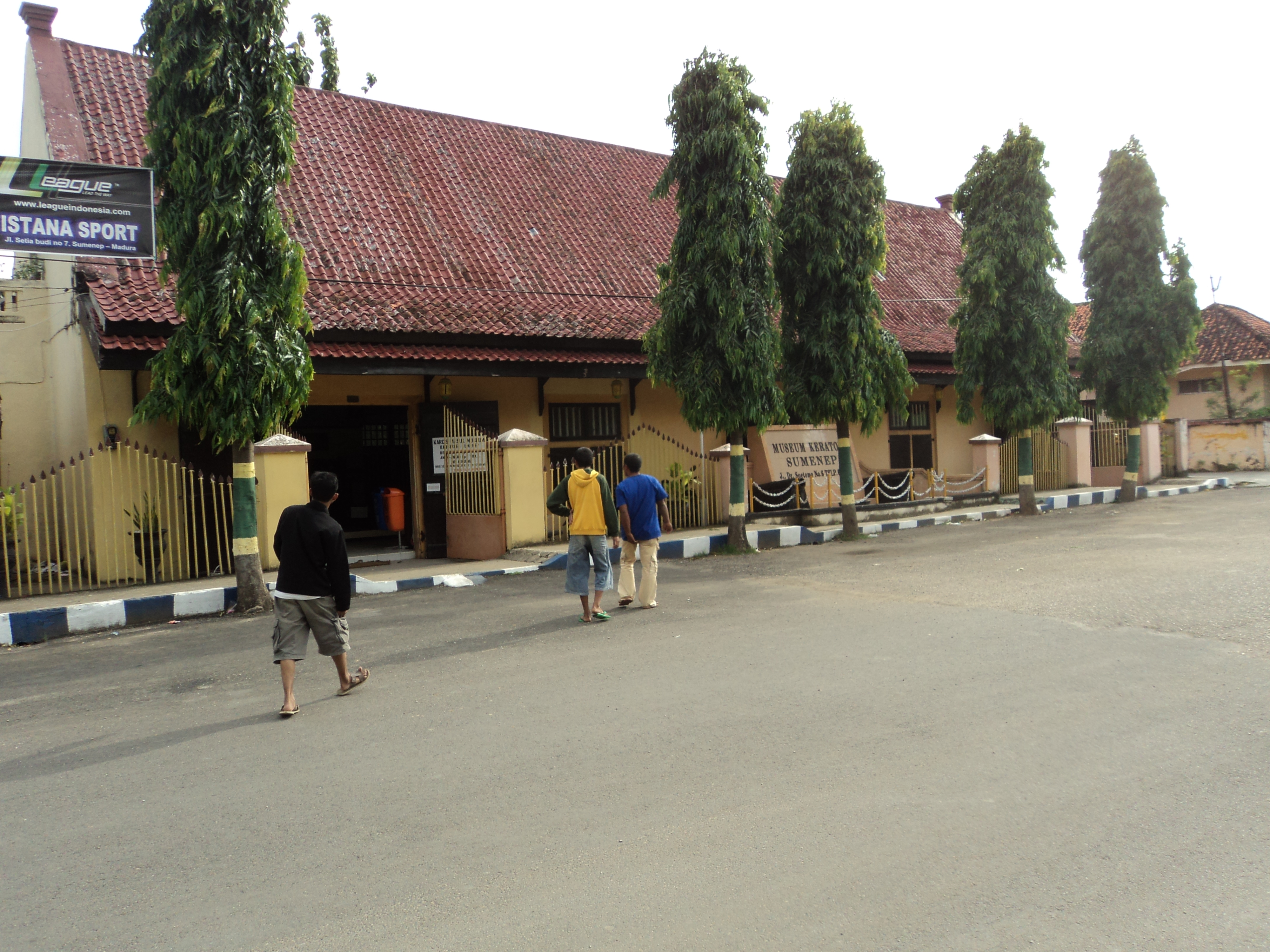
Le Museum Keraton Sumenep
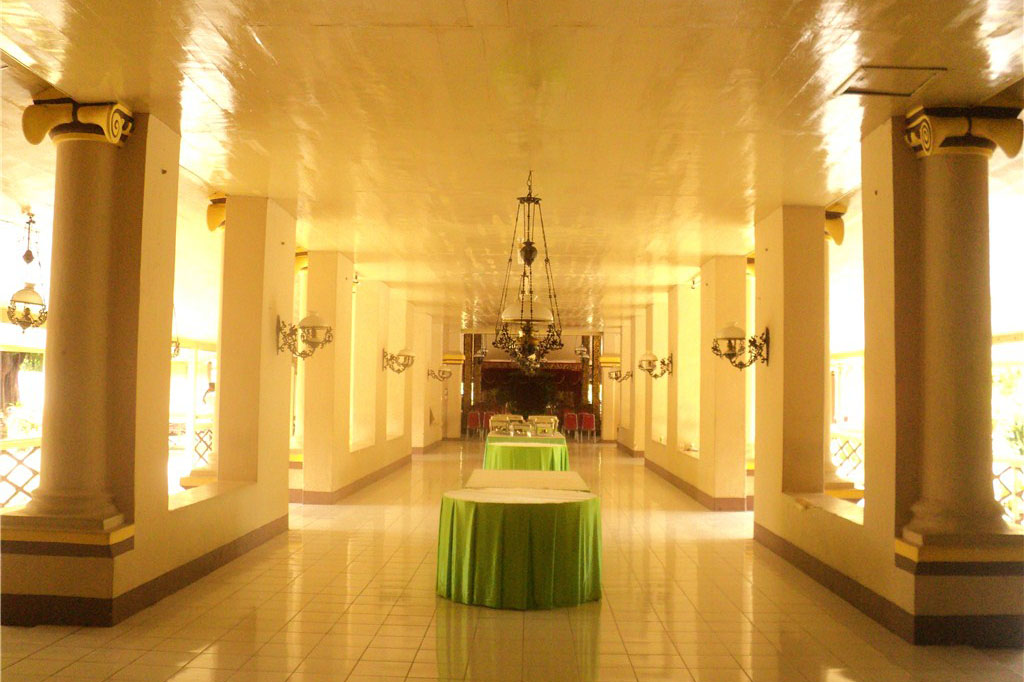
La galerie Mandiyoso à l'intérieur du karaton (palais) de Sumenep
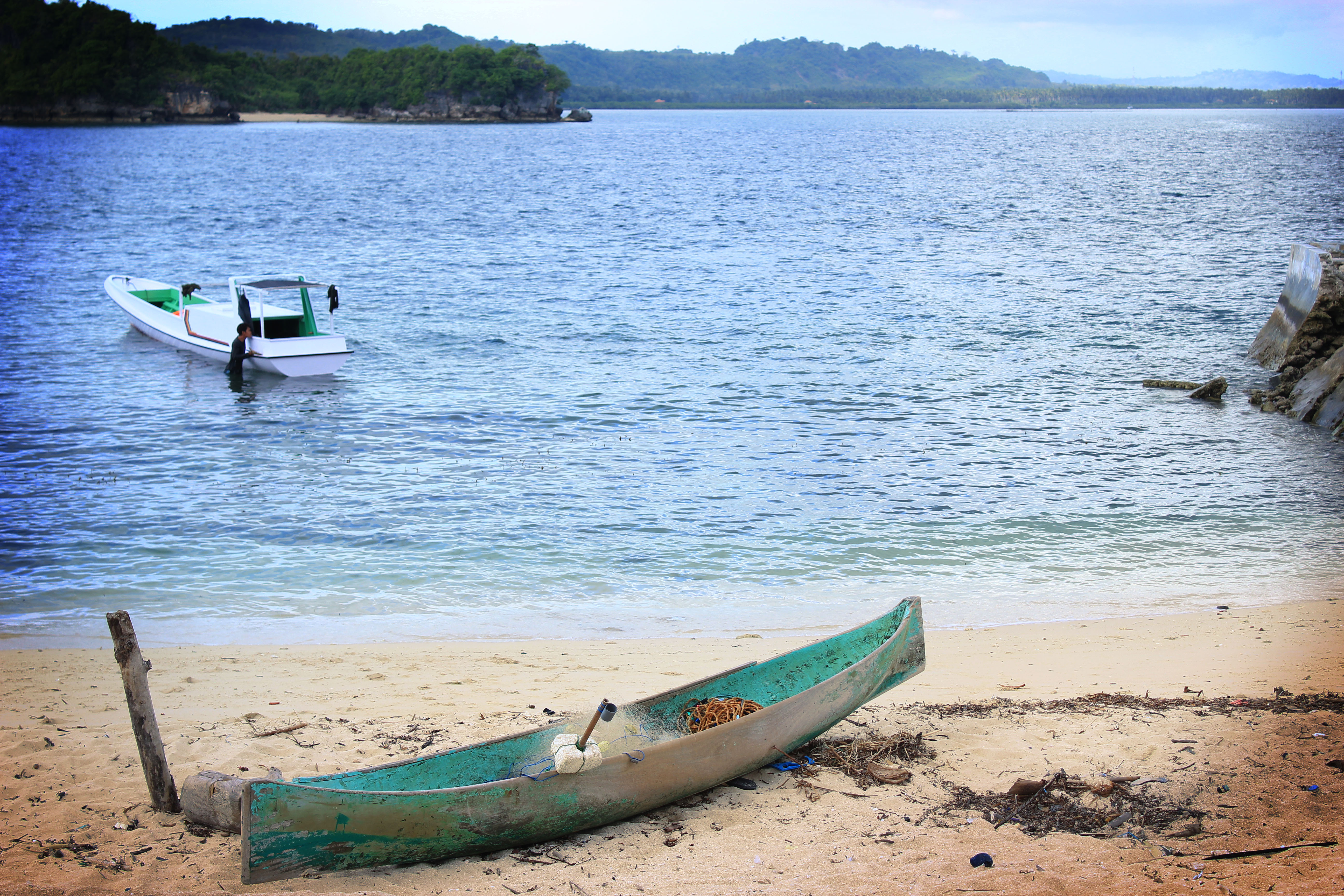
Plage à Mamburit, une des îles Kangean
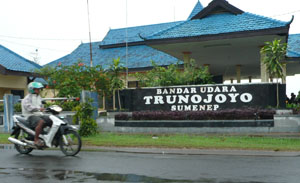
L'aéroport Trunojoyo